# Frans 1. Stefan (Tysk-romerske rige)
Frans 1. Stefan (tysk: Franz Stefan; fransk: François Étienne; italiensk: Francesco Stefano; 8. december 1708 – 18. august 1765) var kejser af det Tysk-romerske rige fra 1745 til 1765, storhertug af Toscana fra 1737 til 1765 og hertug af Lothringen fra 1729 til 1736.
Han var den ældste overlevende søn af hertug Leopold 1. af Lothringen og den franske prinsesse Elisabeth Charlotte af Orléans. I 1729 efterfulgte han sin far som hertug af Lothringen. I 1736 måtte han som del af fredsslutningen efter den Polske Arvefølgekrig afstå Lothringen og blev i stedet året efter storhertug af Toscana. I 1736 blev han gift med Maria Theresia af Østrig, der ved kejser Karl 6.'s død i 1740 blev regent i de Habsburgske Arvelande. Frans Stefan var fra 1740 hendes medregent, dog uden den store indflydelse. Han blev i 1745 valgt til tysk-romersk kejser. Han var en dygtig finansmand, der politisk var knyttet til Frankrig.

## Biografi
Frans Stefan blev født den 8. december 1708 i Nancy i Hertugdømmet Lothringen. Han var den fjerde men anden overlevende søn af hertug Leopold 1. af Lothringen i hans ægteskab med Elisabeth Charlotte af Orléans, datter af Philippe af Frankrig, Hertug af Orléans. Han var tæt knyttet til sin lillebror Karl Alexander og lillesøster Anne Charlotte.
Den tysk-romerske kejser Karl 6. favoriserede familien, som udover at have tjent huset Habsburg med udmærkelse også var forbundet med habsburgerne gennem slægtsbånd, da Frans Stefans bedstemor Eleonore af Østrig var datter af kejser Ferdinand 3. Sammen med sin storebror arveprins Leopold Clemens blev han tidligt forberedt på en militær karriere hos sine kejserlige slægtninge i Østrig. I 1716 blev Frans Stefan som syv-årig udnævnt til regimentschef for regimentet Regiment Jung-Lothringen zu Fuß.
Kejser Karl 6. havde planlagt at gifte sin ældste datter ærkehertuginde Maria Theresia med Frans Stefans ældre bror arveprins Leopold Clement. Da hans storebror døde i 1723, blev Frans Stefan både den nye arveprins af Lothringen og overtog rollen som kejserens fremtidige svigersøn. Senere samme år rejste Frans Stefan som arveprins til Prag for at deltage i kroningen af kejser Karl 6. til konge af Bøhmen, hvor han for første gang mødte kejserparret og deres to unge døtre. Og i 1724 kom han som femtenårig til Wien, hvor han skulle modtage sin afsluttende uddannelse og sociale opdragelse ved det østrigske hof. Kejser Karl 6. fik ham opdraget som sin egen søn, og Frans Stephan følte sig meget hjemme i sit andet hjem, hvor han til sine underviseres ærgrelse blev kejserens konstante jagtkammerat og deltog i fester og baller. Den videre uddannelse og forøgelsen af hans ringe viden blev forsømt, hvilket hans far registrerede med mishag i det fjerne Nancy. Efter næsten seks år blev hans ophold afbrudt af hans fars død i 1729, som følge af hvilken han efterfulgte sin far som hertug af Lothringen og Bar og måtte vende tilbage til sit hjemland.
I 1736 måtte han som del af fredsslutningen efter den Polske Arvefølgekrig afstå Hertugdømmet Lothringen til den tidligere polske konge Stanislaw Leszczynski. I stedet blev han storhertug af Toscana, da den sidste storhertug fra Huset Medici, Gian Gastone de' Medici, døde uden arvinger i 1737.
Frans Stefans bryllup med Maria Theresia blev afholdt den 12. februar 1736 i Augustinerkirken i Wien. Parret opholdt sig i Toscana i tre måneder og vendte derefter tilbage til Wien. Selv om ægteskabet var arrangeret, var det i modsætning til mange af tidens øvrige dynastiske forbindelser et ægte kærlighedsægteskab. Parret fik efter visse begyndevanskeligheder 16 børn med dronning Marie-Antoinette af Frankrig og kejserne Josef 2. og Leopold 2. som de mest kendte.
Kejser Karl 6. døde i 1740. Da han ikke havde nogen mandlige arvinger, arvede hans datter Maria Theresa de Habsburgske Arvelande i overensstemmelse med den Pragmatiske Sanktion af 1713. Frans Stefan blev i 1741 udnævnt til sin hustrus medregent uden dog at have den store indflydelse på styret. Den 13. september 1745 blev han valgt til tysk-romersk kejser og blev kronet til kejser den 4. oktober samme år i Kaiserdom St. Bartholomäus i Frankfurt am Main.
Kejser Frans Stefan døde pludseligt i Innsbruck den 18. august 1765. Han blev begravet i Maria Theresia-krypten, en del af Kejserkrypten under Kapucinerkirken, Habsburgernes traditionelle gravkirke i Wien.

## Ægteskab og børn
Frans Stefan giftede sig den 12. februar 1736 i Augustinerkirken i Wien med Maria Theresia af Østrig, ældste datter af kejser Karl 6. i hans ægteskab med Elisabeth Christine af Braunschweig-Wolfenbüttel. I ægteskabet blev der født 16 børn:

### Børn
| Navn             | Født               | Død                | Bemærkninger |
| ---------------- | ------------------ | ------------------ | --- |
| Maria Elisabeth  | 5. februar 1737    | 6. juni 1740       | Død som barn. |
| Maria Anna       | 6. oktober 1738    | 19. november 1789  | Abbedisse i et jomfrukloster i Prag fra 1766. |
| Maria Karolina   | 12. januar 1740    | 25. januar 1741    | Død som barn. |
| Josef 2.         | 13. marts 1741     | 20. februar 1790   | Tysk-romersk kejser 1765-1790. Gift 1. gang 1760 med Prinsesse Isabella af Parma (1741-1763). Gift 2. gang 1765 med Prinsesse Maria Josepha af Bayern (1739-1767). |
| Maria Christina  | 13. maj 1742       | 24. juni 1798      | Hertuginde af Teschen 1766-1798. Gift 1766 med Prins Albert Kasimir af Sachsen (1738-1822).                                                                        |
| Maria Elisabeth  | 13. august 1743    | 22. september 1808 | Abbedisse i et jomfrukloster i Innsbruck 1780-1806. |
| Karl Joseph      | 1. februar 1745    | 28. januar 1761    | Død som ung. |
| Maria Amalia     | 26. februar 1746   | 18. juni 1804      | Gift 1769 med Hertug Ferdinand 1. af Parma (1751-1802). |
| Leopold 2.       | 5. maj 1747        | 1. marts 1792      | Storhertug af Toscana 1765-1790. Tysk-romersk kejser 1790-1792. Gift 1764 med Prinsesse Maria Ludovika af Spanien                                                  |
| Maria Karolina   | 17. september 1748 | 17. september 1748 | Død som spæd. |
| Maria Johanna    | 4. februar 1750    | 23. december 1762  | Død som ung. |
| Maria Josepha    | 19. marts 1751     | 15. oktober 1767   | Død som ung. |
| Maria Karolina   | 13. august 1752    | 8. september 1814  | Gift 1768 med Kong Ferdinand 4./3. af Napoli og Sicilien. |
| Ferdinand        | 1. juni 1754       | 24. december 1806  | Hertug af Breisgau 1803-1805. Gift 1771 med Prinsesse Maria Beatrice af Modena.                                                                                    |
| Maria Antonia    | 2. november 1755   | 16. oktober 1793   | Gift 1770 med Kong Ludvig 16. af Frankrig (1754-1793). |
| Maximilian Frans | 8. december 1756   | 26. juli 1801      | Fyrstærkebiskop og Kurfyrste af Köln 1784-1801. |

## Eksterne links
- Wikimedia Commons har flere filer relateret til Frans 1. Stefan (Tysk-romerske rige)

| Frans 1. StefanHuset LothringenFødt: 8. december 1708 Død: 18. august 1765 |                                                |                             |
| Titler som regent                                                          |                                                |                             |
| Foregående: Karl 7.                                                        | Tysk-romersk kejser 1745–1765                  | Efterfølgende: Josef 2.     |
| Foregående: Gian Gastone                                                   | Storhertug af Toscana (som Frans 2.) 1737–1765 | Efterfølgende: Leopold 1.   |
| Foregående: Leopold 1.                                                     | Hertug af Lothringen (som Frans 3.) 1729–1737  | Efterfølgende: Stanisław 1. |
| Foregående: Leopold 1.                                                     | Hertug af Teschen (som Frans 1.) 1729–1765     | Efterfølgende: Josef        |